# Saison 2023 de l'équipe cycliste Israel-Premier Tech Roland
La Saison 2023 de l'équipe Israel-Premier Tech Roland est la quatorzième de la formation. 

## Préparation de la saison

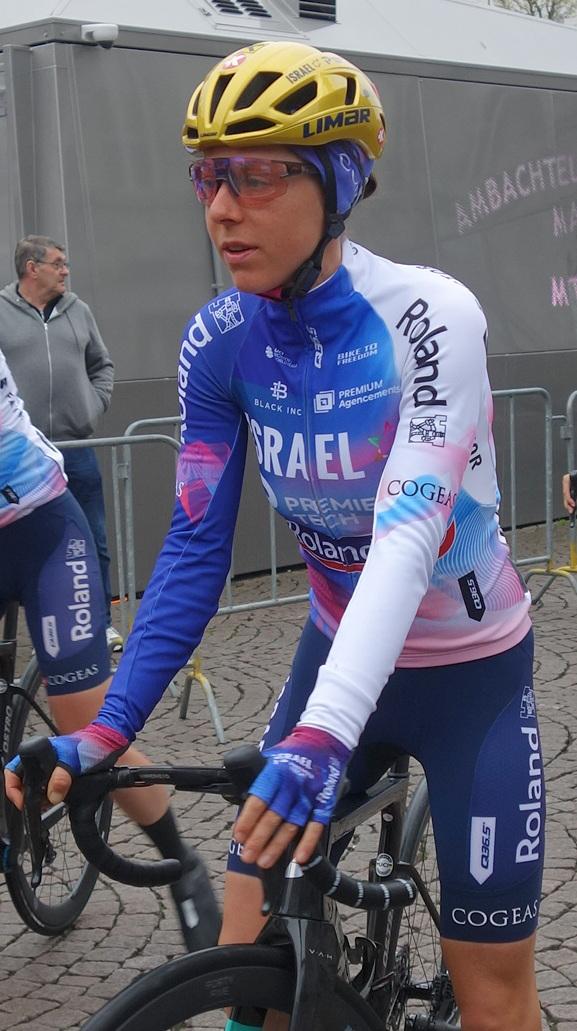
La championne olympique Anna Kiesenhofer avant le départ de l’Amstel Gold Race à Maastricht le dimanche 16 avril 2023.

### Arrivées et départs
L'effectif est quasiment complètement renouvelé. La championne olympique Anna Kiesenhofer rejoint notamment l'équipe. 
| Arrivées         | Équipe 2022           |
| ---------------- | --------------------- |
| Sofia Collinelli | Aromitalia-Basso      |
| Fien Delbaere    | Multum Accountants    |
| Nathalie Eklund  | Massi Tactic          |
| Mia Griffin      | IBCT                  |
| Anna Kiesenhofer | Amateur               |
| Silvia Magri     | Born to Win-G20       |
| Elena Pirrone    | Valcar Travel Service |
| Claire Steels    | Sopela                |
| Nguyễn Thị Thật  | Amateur               |
| Lara Vieceli     | Ceratizit-WNT         |

| Départs            | Équipe 2023                                |
| ------------------ | ------------------------------------------ |
| Ines Cantera       | Laboral Kutxa-Fundacion Euskadi            |
| Caroline Chauveau  | Israel - Premier Tech - Roland Development |
| Gulnaz Khatuntseva |                                            |
| Diana Klimova      |                                            |
| Aline Seitz        | Israel - Premier Tech - Roland Development |
| Léa Stern          |                                            |
| Petra Stiasny      | Fenix-Deceuninck                           |
| Olga Zabelinskaïa  | Tashkent City                              |

### Effectifs
| Effectif 2023                        | Effectif 2023     | Effectif 2023 | Effectif 2023                        |
| Cycliste                             | Date de naissance | Pays          | Équipe précédente                    |
| ------------------------------------ | ----------------- | ------------- | ------------------------------------ |
| Caroline Baur                        | 17 avril 1994     | Suisse        | Instafund Racing (2021)              |
| Hannah Buch                          | 11 septembre 2002 | Allemagne     |                                      |
| Sofia Collinelli                     | 24 août 2001      | Italie        | Aromitalia-Basso Bikes-Vaiano (2022) |
| Fien Delbaere                        | 21 avril 1996     | Belgique      | Multum Accountants (2022)            |
| Tamara Dronova                       | 13 août 1993      | Russie        |                                      |
| Nathalie Eklund                      | 28 mai 1991       | Suède         | Massi Tactic (2022)                  |
| Mia Griffin                          | 30 décembre 1998  | Irlande       | IBCT (2022)                          |
| Anna Kiesenhofer (31 janv.–31 déc.)  | 14 février 1991   | Autriche      | Soltec Team (2022)                   |
| Silvia Magri                         | 17 octobre 2000   | Italie        | Born To Win-G20-Ambedo (2022)        |
| Elena Pirrone                        | 21 février 1999   | Italie        | Valcar-Travel & Service (2022)       |
| Claire Steels                        | 9 novembre 1986   | Royaume-Uni   | Sopela Women's Team (2022)           |
| Nguyễn Thị Thật                      | 6 mars 1993       | Viêt Nam      | Lotto Soudal Ladies (2020)           |
| Lara Vieceli                         | 16 juillet 1993   | Italie        | Ceratizit-WNT Pro Cycling (2022)     |
| Elizabeth Stannard (15 avr.–31 déc.) | 27 mai 1997       | Australie     | Valcar-Travel & Service (2022)       |
| Maggie Coles-Lyster (5 mai–31 déc.)  | 12 février 1999   | Canada        | DNA Pro Cycling (2022)               |
| Elena Hartmann (1 juin–31 déc.)      | 12 décembre 1990  | Suisse        |                                      |
| Alice Sharpe (1 juin–31 déc.)        | 3 mai 1994        | Irlande       | IBCT (2022)                          |
|                                      |                   |               |                                      |
| Source : ProCyclingStats             |                   |               |                                      |

### Encadrement
Le directeur sportif est Sergey Klimov. Ses adjoints sont : Cédric Bugnon, Jochen Dornbusch, Loic Hugentobler et Marco Sias. Le représentant de l'équipe auprès de l'UCI est Ruben Contreras.

## Victoires

### Sur route
| Victoires | Victoires                                     | Victoires | Victoires | Victoires        | Victoires |
| Date      | Course                                        | Pays      | Classe    | Vainqueur        |           |
| --------- | --------------------------------------------- | --------- | --------- | ---------------- | --------- |
| 29 avr.   | ReVolta                                       | Espagne   | 1.1       | Claire Steels    |           |
| 31 mai    | 1re étape du Tour d'Andalousie                | Espagne   | 2.1       | Tamara Dronova   |           |
| 1 juin    | 2e étape du Tour d'Andalousie                 | Espagne   | 2.1       | Tamara Dronova   |           |
| 15 juin   | Championnat de Russie sur route               | Russie    | CN        | Tamara Dronova   |           |
| 17 juin   | Championnat de Russie sur route               | Russie    | CN        | Tamara Dronova   |           |
| 24 juin   | Championnat d'Autriche du contre-la-montre    | Autriche  | CN        | Anna Kiesenhofer |           |
| 2 juill.  | Tour de Berlin Feminin                        | Allemagne | 1.2       | Elena Hartmann   |           |
| 16 juill. | Women's Cycling Grand Prix Stuttgart & Region | Allemagne | 1.2       | Elena Pirrone    |           |
| 16 sept.  | Chrono Gatineau                               | Canada    | 1.1       | Anna Kiesenhofer |           |
| 1 oct.    | Championnat de Suisse du contre-la-montre     | Suisse    | CN        | Elena Hartmann   |           |
| 29 oct.   | Championnat du Viêt nam sur route             | Viêt Nam  | CN        | Nguyễn Thị Thật  |           |

### Résultats sur les courses majeures

#### World Tour
| UCI Women's World Tour | UCI Women's World Tour | UCI Women's World Tour | UCI Women's World Tour                   | UCI Women's World Tour | UCI Women's World Tour | UCI Women's World Tour |
| Date                   | n°                     | Pays                   | Course                                   | Meilleure coureuse     | Classement             |                        |
| ---------------------- | ---------------------- | ---------------------- | ---------------------------------------- | ---------------------- | ---------------------- | ---------------------- |
| 15 – 17 janv.          | 1                      | Australie              | Women's Tour Down Under                  | Claire Steels          | 15e                    |                        |
| 28 janv.               | 2                      | Australie              | Cadel Evans Great Ocean Road Race Women  | -                      | -                      |                        |
| 9 – 12 fév.            | 3                      | Émirats arabes unis    | Tour des Émirats arabes unis             | -                      | -                      |                        |
| 25 fév.                | 4                      | Belgique               | Circuit Het Nieuwsblad                   | Caroline Baur          | -                      |                        |
| 4 mars                 | 5                      | Italie                 | Strade Bianche                           | Claire Steels          | 26e                    |                        |
| 11 mars                | 6                      | Pays-Bas               | Tour de Drenthe                          | Nguyễn Thị Thật        | 34e                    |                        |
| 19 mars                | 7                      | Italie                 | Trofeo Alfredo Binda-Comune di Cittiglio | Claire Steels          | 9e                     |                        |
| 23 mars                | 8                      | Belgique               | Classic Bruges-La Panne                  | Hannah Buch            | 44e                    |                        |
| 26 mars                | 9                      | Belgique               | Gand-Wevelgem                            | Hannah Buch            | -                      |                        |
| 2 avr.                 | 10                     | Belgique               | Tour des Flandres                        | -                      | -                      |                        |
| 8 avr.                 | 11                     | France                 | Paris-Roubaix                            | Caroline Baur          | 71e                    |                        |
| 16 avr.                | 12                     | Pays-Bas               | Amstel Gold Race                         | Claire Steels          | 26e                    |                        |
| 19 avr.                | 13                     | Belgique               | Flèche wallonne                          | Elizabeth Stannard     | 33e                    |                        |
| 23 avr.                | 14                     | Belgique               | Liège-Bastogne-Liège                     | Anna Kiesenhofer       | 56e                    |                        |
| 1 – 7 mai              | 15                     | Espagne                | Tour d'Espagne                           | Claire Steels          | 15e                    |                        |
| 12 – 14 mai            | 16                     | Espagne                | Tour du Pays basque                      | Claire Steels          | 17e                    |                        |
| 18 – 21 mai            | 17                     | Espagne                | Tour de Burgos                           | Tamara Dronova         | 7e                     |                        |
| 26 – 28 mai            | 18                     | Royaume-Uni            | RideLondon-Classique                     | Maggie Coles-Lyster    | 29e                    |                        |
| 17 – 20 juin           | 19                     | Suisse                 | Tour de Suisse                           | Claire Steels          | 6e                     |                        |
| 30 juin – 9 juill.     | 20                     | Italie                 | Tour d'Italie                            | Elizabeth Stannard     | 28e                    |                        |
| 23 – 30 juill.         | 21                     | France                 | Tour de France Femmes                    | Claire Steels          | 18e                    |                        |
| 23 – 27 août           | 22                     | Norvège                | Tour de Scandinavie                      | Claire Steels          | 11e                    |                        |
| 2 sept.                | 23                     | France                 | Grand Prix de Plouay                     | Claire Steels          | 9e                     |                        |
| 5 – 10 sept.           | 24                     | Pays-Bas               | Simac Ladies Tour                        | Alice Sharpe           | 59e                    |                        |
| 15 – 17 sept.          | 25                     | Suisse                 | Tour de Romandie                         | Claire Steels          | 21e                    |                        |
| 12 – 14 oct.           | 26                     | Chine                  | Tour de l'île de Chongming               | Maggie Coles-Lyster    | 9e                     |                        |
| 17 oct.                | 27                     | Chine                  | Tour du Guangxi                          | -                      | -                      |                        |

#### Grands tours
| Grand tour            | Tour d'Espagne      | Tour d'Italie            | Tour de France      |
| --------------------- | ------------------- | ------------------------ | ------------------- |
| Coureuse (classement) | Claire Steels (15e) | Elizabeth Stannard (28e) | Claire Steels (18e) |
| Accessits             | -                   | -                        | -                   |

## Classement mondial
| Classement UCI | Classement UCI      | Classement UCI | Classement UCI |
| Coureuse       | Coureuse            | Pays           | Points         |
| -------------- | ------------------- | -------------- | -------------- |
| 37e            | Claire Steels       | Royaume-Uni    | 967 pts        |
| 43e            | Tamara Dronova      | Russie         | 821 pts        |
| 71e            | Maggie Coles-Lyster | Canada         | 536.5 pts      |
| 80e            | Nguyễn Thị Thật     | Viêt Nam       | 483 pts        |
| 89e            | Anna Kiesenhofer    | Autriche       | 432 pts        |
| 134e           | Elena Hartmann      | Suisse         | 288 pts        |
| 145e           | Mia Griffin         | Irlande        | 270 pts        |
| 213e           | Elena Pirrone       | Italie         | 173 pts        |
| 308e           | Elizabeth Stannard  | Australie      | 112 pts        |
| 385e           | Nathalie Eklund     | Suède          | 80 pts         |
| 543e           | Alice Sharpe        | Irlande        | 45 pts         |
| 615e           | Sofia Collinelli    | Italie         | 35 pts         |
| 725e           | Silvia Magri        | Italie         | 26 pts         |
| 1169e          | Caroline Baur       | Suisse         | 5 pts          |
| 1224e          | Fien Delbaere       | Belgique       | 3 pts          |